# Rhipidocephala quadrifaria
Rhipidocephala quadrifaria là một loài ruồi trong họ Asilidae. Rhipidocephala quadrifaria được Hermann miêu tả năm 1926. Loài này phân bố ở vùng nhiệt đới châu Phi.